# Celia Jokisch
Celia Jokisch (nacida el 13 de septiembre de 1954) es una exnadadora salvadoreña. Compitió en los 100 metros braza femeninos en los Juegos Olímpicos de Verano de 1968.